# Вальтер Мантегацца
Вальтер Мантегацца (ісп. Walter Mantegazza, 17 червня 1952 — 20 червня 2006) — уругвайський футболіст, що грав на позиції півзахисника. Виступав, зокрема, за клуби «Насьйональ», «Леон» та «УАНЛ Тигрес», а також національну збірну Уругваю.

## Клубна кар'єра
У дорослому футболі дебютував 1971 року виступами за команду «Насьйональ». Того ж року разом з «Болсос» виграв Міжамериканський кубок
Своєю грою за цю команду привернув увагу представників тренерського штабу клубу «Леон», до складу якого приєднався 1974 року. Відіграв за команду з Леона наступні три сезони своєї ігрової кар'єри, відзначився 16-ма голами у складі команди. 1977 року перейшов до клубу «УАНЛ Тигрес», за який відіграв 2 сезони. Більшість часу, проведеного у складі «УАНЛ Тигрес», був основним гравцем команди. У складі «УАНЛ Тигрес» був одним з головних бомбардирів команди, маючи середню результативність на рівні 0,39 гола за гру першості. В мексиканській Прімері відзначився 25-ма голами в 66-ти матчах. Разом з «Тигрес» у сезоні 1977/78 років виграв чемпіонат Мексики. Завершив професійну кар'єру футболіста виступами за команду «УАНЛ Тигрес» у 1979 році.

## Виступи за збірну
23 березня 1974 року дебютував у футболці національної збірної Уругваю. У складі збірної був учасником чемпіонату світу 1974 року у ФРН, на турнірі зіграв у всих трьох матчах групового етапу. Востаннє футболку національної команди одягав 23 червня 1974 року. Загалом протягом кар'єри у національній команді провів 10 матчів, відзначився 1 голом.
Помер 20 червня 2006 року на 55-му році життя.

## Досягнення
«Насьйональ»
- Прімера Дивізіон Уругваю
  -  Чемпіон (1): 1972
  -  Срібний призер (2): 1973, 1974

- Міжамериканський кубок
  -  Володар (1): 1971

«Леон»
- Прімера Дивізіон Мексики
  -  Срібний призер (1): 1974/75

«УАНЛ Тигрес»
- Прімера Дивізіон Мексики
  -  Чемпіон (1): 1977/78